# Turnišće Desinićko
Turnišće Desinićko is een plaats in de gemeente Desinić in de Kroatische provincie Krapina-Zagorje. De plaats telt 136 inwoners (2001).